# Matbyttan, Västmanland
Matbyttan är en sjö i Hällefors kommun i Västmanland och ingår i Göta älvs huvudavrinningsområde.